# Municipio de Swan Lake (Minnesota)
El municipio de Swan Lake (en inglés: Swan Lake Township) es un municipio ubicado en el condado de Stevens en el estado estadounidense de Minnesota. En el año 2010 tenía una población de 194 habitantes y una densidad poblacional de 2,08 personas por km².

## Geografía
El municipio de Swan Lake se encuentra ubicado en las coordenadas 45°42′23″N 95°49′50″O / 45.70639, -95.83056. Según la Oficina del Censo de los Estados Unidos, el municipio tiene una superficie total de 93.11 km², de la cual 86,47 km² corresponden a tierra firme y (7,13 %) 6,64 km² es agua.

## Demografía
Según el censo de 2010, había 194 personas residiendo en el municipio de Swan Lake. La densidad de población era de 2,08 hab./km². De los 194 habitantes, el municipio de Swan Lake estaba compuesto por el 99,48 % blancos, el 0,52 % eran afroamericanos. Del total de la población el 0 % eran hispanos o latinos de cualquier raza.